# Xã Lafayette, Quận Chautauqua, Kansas
Xã Lafayette (tiếng Anh: Lafayette Township) là một xã thuộc quận Chautauqua, tiểu bang Kansas, Hoa Kỳ. Năm 2010, dân số của xã này là 29 người.